# Verband berufstätiger Mütter
Der Verband berufstätiger Mütter ist ein deutscher Interessenverband, der von berufstätigen Müttern gegründet wurde und sich als Lobby für Frauen versteht, die mit Kindern berufstätig sind. Ihm gehören sowohl Selbstständige als auch abhängig Beschäftigte an.
Durch unterschiedliche Aktivitäten wie regionalen und überregionalen Treffen und Aktionen, Vorträgen, Presse- und Öffentlichkeitsarbeit, Kooperation mit anderen Netzwerken und Institutionen, Veröffentlichungen, Web-Portal und Telefonberatung widmet er sich auf verschiedene Arten dem Thema Vereinbarkeit von Familie und Beruf.
Gegründet wurde der Verband 1990 in Köln, wo sich auch die Bundesgeschäftsstelle befindet. Anfang 2012 hatte der Verband nach eigenen Angaben ca. 550 Mitglieder.
Im Gegensatz zu anderen Interessenverbänden berufstätiger Frauen wie dem Verband der Business and Professional Women (BPW), dem Netzwerk European Women’s Management Development International Network (EWMD) oder der WeiberWirtschaft, die ohne Unterscheidung auch Kinderlose vertreten, konzentriert sich der VBM auf die Interessen erwerbstätiger Mütter.
Laut Satzung ist eine Mitgliedschaft nur Frauen möglich, ist aber nicht an die Mutterschaft oder eine Erwerbstätigkeit gebunden: „Mitglied kann jede Frau sein, die die Grundsätze des Vereins anerkennt, seine Ziele bejaht und deren Erreichung fördert“.

## Ziele
Satzungszweck ist es, „Initiativen zu ergreifen und Maßnahmen durchzuführen, die zur aktuellen, präventiven und grundsätzlichen Verbesserung der Lage von berufstätigen Müttern dienen“.
Insbesondere verfolgt der Verband folgende Ziele:
- vertritt die Interessen berufstätiger Mütter,
- fordert Rahmenbedingungen, die die Vereinbarkeit von Mutterschaft und Beruf selbstverständlich machen,
- berät durch Expertinnen zu aktuellen Fragestellungen wie der Vorbereitung von Mutterschutzurlaub, Elternzeit und beruflichem Wiedereinstieg,[2][3] der Organisation der Kinderbetreuung, Arbeitszeitmodellen und dem Aufbau einer eigenständigen Alterssicherung,
- bietet Veranstaltungen zur beruflichen Weiterentwicklung an,
- bietet seinen Mitgliedern eine Online-Rechtsberatung durch eine Anwältin an.

In den Medien werden gelegentlich Vertreterinnen des VBM bezüglich ihrer Sichtweise der Karrieremöglichkeiten von Müttern zu Wort gebeten.
Der Verband betont, Probleme der Vereinbarkeit von Familie und Beruf würden oft zu persönlichen Problemen umgedeutet, anstatt als strukturelle Hindernisse erkannt zu werden.
Die Frauen bilden untereinander ein Netzwerk, das auch mit anderen inhaltlich verwandten Netzwerken kooperiert. Die Teilnehmerinnen verstehen sich auch als Ansprechpersonen für Gleichgesinnte. Durch gemeinsame Themenabende  arbeitet der VBM insbesondere mit dem Väter-Experten-Netz-Deutschland (VEND) zusammen.

## Aktivitäten
Der VBM ist in zahlreichen politischen Gremien vertreten, kooperiert mit anderen Verbänden und Initiativen und meldet sich in der Presse zu Wort. Der VBM macht mit vielen anderen gesellschaftlichen Gruppen auf Erfordernisse einer Gleichstellung der Geschlechter aufmerksam, so auch beispielsweise anlässlich des Internationalen Frauentags am 8. März. Der Verband ist zudem auf kommunalpolitischer Ebene aktiv.
Im Mai 2006 luden der Business and Professional Women Club Berlin, der VBM und der Club Berlin e.V. führende Vertreterinnen von Schulen und der Wissenschaft zu einer Podiumsdiskussion über ausgewählte Konzepte zum Schul- und Bildungssystem ein. Das Frauennetzwerk Business and Professional Women Germany veranstaltete im September 2007 in Kooperation mit dem VBM und dem Väter-Experten-Netz-Deutschland (VEND) ein internationales Symposium in Berlin zur Vereinbarkeit von Familie und Beruf. Das Symposium stand unter der Schirmherrschaft von Hans Bertram, dem Vorsitzenden der Sachverständigenkommission des Siebten Familienberichts. Im Oktober 2008 fand, ebenfalls in Berlin, ein von der Friedrich-Ebert-Stiftung, der VBM und dem VEND durchgeführtes Workshop zur Situation von Eltern in der Arbeitswelt statt.
Susanne Janeba, Vorstandsmitglied und Initiatorin der VBM-Regionalstelle Rhein-Neckar, erhielt im Dezember 2008 der Preis „Frauen fördern“ des Netzwerks Business and Professional Women für ihr gelebtes Vorbild und ihr herausragendes ehrenamtliches Engagement für berufstätige Mütter in der Metropolregion.
Im November 2008 wurde der VBM in den deutschen Frauenrat aufgenommen. Weiterhin ist der VBM im Landesfrauenrat Nordrhein-Westfalen sowie in der Landesarbeitsgemeinschaft der Familienverbände Nordrhein-Westfalen und vielen Arbeitsgemeinschaften örtlicher Frauenverbände organisiert. Mit weiteren Verbänden bestanden Kooperationen, so beispielsweise mit dem Familienbund der Katholiken in Nordrhein-Westfalen.
Der VBM beteiligte sich außerdem regelmäßig an Landes- wie auch Bundesfrauenkonferenzen.
Der VBM hatte 2012 28 eigenständige Regionalstellen in deutschen Städten, 2022 waren es noch – „in unterschiedlicher Ausprägung aktiv“ – neun.

## Stellungnahmen
Der Verein nahm im Januar 2006 Stellung zu den von der Bundesregierung in einer Klausurtagung ausgearbeiteten Genshagener Beschlüssen und stellte eine bessere steuerliche Absetzbarkeit von Kinderbetreuungskosten als Schritt zu mehr Familienfreundlichkeit heraus. 2007 forderten 16 Verbände einschließlich des VBM in einer gemeinsamen Stellungnahme von 16 Verbänden das Ehegattensplitting zu überwinden und es nicht zu einem Familiensplitting auszubauen, sondern eine Individualbesteuerung mit übertragbarem Grundfreibetrag und einen Rechtsanspruch auf frühkindliche Bildung von Geburt an einzuführen sowie eine Existenzsicherung für Kinder zu entwickeln. Der Verband forderte in einer Presseerklärung anlässlich des Internationalen Frauentags am 8. März 2009 gleiche Chancen für Mütter durch Änderungen in der Betreuungs- und Bildungsinfrastruktur durch ein Ganztagsbildungssystem, eine Abkehr vom „Vollzeitdogma“ in der Arbeitswelt, eine egalitäre Aufgabenverteilung in der Familie und die Abschaffung des Ehegattensplittings.
Der Verband nahm kritisch zum Gesetz zur frühen Bildung und Förderung von Kindern (KiBiZ) gemäß Regierungsentwurf zur Einbringung in den Landtag am 14. Juni 2007 Stellung. Der VBM unterstützt den Deutschen Frauenrat in seiner Kritik der gegenwärtigen Form des Elterngeldes aufgrund einer fehlenden Unterstützung einer partnerschaftlichen Teilung der Betreuungs- und Erziehungsaufgaben in Form zeitgleicher Teilzeitarbeit beider Eltern. In einer Stellungnahme zum Koalitionsvertrag von CDU, CSU und FDP kritisierte der VBM insbesondere die Berechnung des Teilelterngeldbezugs, die Art. 6 Absatz 1 des Grundgesetzes widerspreche, da gut verdienenden Eltern je nachdem, wie sie ihr zeitliches Familienengagement aufteilen, eine sehr unterschiedliche Förderung gewährt werde: so sei nicht einzusehen, warum Partner bei abwechselndem vollen Elterngeldbezug eine besonders hohe Gesamtförderung erhalten, Partner mit gleichzeitiger jeweils halber Arbeitszeit hingegen eine vergleichsweise niedrige Gesamtförderung.
Auf kommunaler Ebene sprach sich der VBM in offenen Briefen für kostenfreie Kinderbetreuung in Köln aus  und wandte sich gegen eine als „massiv“ bezeichnete Erhöhung der Elternbeiträge für Kindertageseinrichtungen in München  und in Bergisch Gladbach . Anlässlich anhaltender Streiks in Kindertagesstätten hob der Verband den Rechtsanspruch auf einen Kindertagesstättenplatz hervor und kritisierte die erheblichen Auswirkungen der Aktionen auf berufstätige Eltern und ihre Kinder, bezeichnete aber zugleich die Forderungen der Erziehenden nach höheren Gehältern als berechtigt und betonte die Bedeutung einer Kinderbetreuung von hoher Qualität. Der VBM forderte 2007, Gewerbesteuermehreinnahmen für Betreuung und Bildung einzusetzen, und hob zugleich die Priorität eines zeitlichen Freiraums für die Familie gegenüber Erwartungen der Wirtschaft an Flexibilität und Verfügbarkeit der Eltern hervor.
Im Jahr 2009 nahm der VBM den Ganztagsschulausbau zum Jahresthema und bezog Stellung für eine Ganztagsschule, in der der Pflichtunterricht in rhythmisierter Form auf Vormittag und Nachmittag verteilt ist. In seiner Stellungnahme zum Koalitionsvertrag hob er die Divergenz zwischen Kindergeld- und Kinderfreibetragserhöhung sowie Negativanreize gegen eine partnerschaftlich-gleichzeitige Elternzeit hervor. Nach Auffassung des VBM stellen letztere eine Ungleichbehandlung ohne sachlichen Grund dar, der Artikel 6 Absatz 1 des Grundgesetzes verletze, welcher die freie Entscheidung über die Aufgabenverteilung in der Ehe schützt.
Anlässlich des Equal Pay Day 2014 sprach sich der VBM für die Abschaffung von Mini- und Midijobs aus.

## Publikationen
- VBM-Dschungelbuch – Leitfaden für berufstätige Mütter, 9. Auflage – Juni 2011[37], (Leseprobe über die Webseite).
- Regelmäßige Newsletter zu aktuellen politischen wie gesellschaftlichen Themen.
- Arbeits- und Thesenpapiere (über die Webseite), z. B. zu familienfreundlichen Betrieben, Chancengleichheit im Beruf, Lückenlose Erwerbstätigkeit, Steuern und moderner Ganztagsschule.